# Bútorlap
A bútorlap (laminált lap, forgácslap, régebben, az 1950-es években pozdorjalap) a bútorgyártás leggyakrabban használt alapanyaga.

## A bútorlap alapanyaga
A bútorlap fa- és papírforgács, amit műgyantával itatnak át és préselnek össze. 

## A bútorlap fedőrétegei a dekorlemez és az élfólia
Amikor elkészül a bútorlap, a lapvégekre fedőréteg kerül, amely megadja a bútor színét, mintázatát.
A dekorlemez a bútorlap fedőrétegét adó laminált réteg.
Az élfólia lehet papír alapú, illetve PVC vagy ABS műanyag. Illesztése a bútorlaphoz speciális élfóliázó géppel történik. 

## A bútorlap típusai
- Fa
- OSB
- MDF
- Rétegelt lemez